# Словацька національна галерея
Слова́цька націона́льна галере́я (словац. Slovenská národná galéria, SNG) — мережа галерей Словаччини, найбільший музей мистецтва Словаччини. Штаб-квартира розташована в Братиславі. Засновано 29 липня 1949 року. 

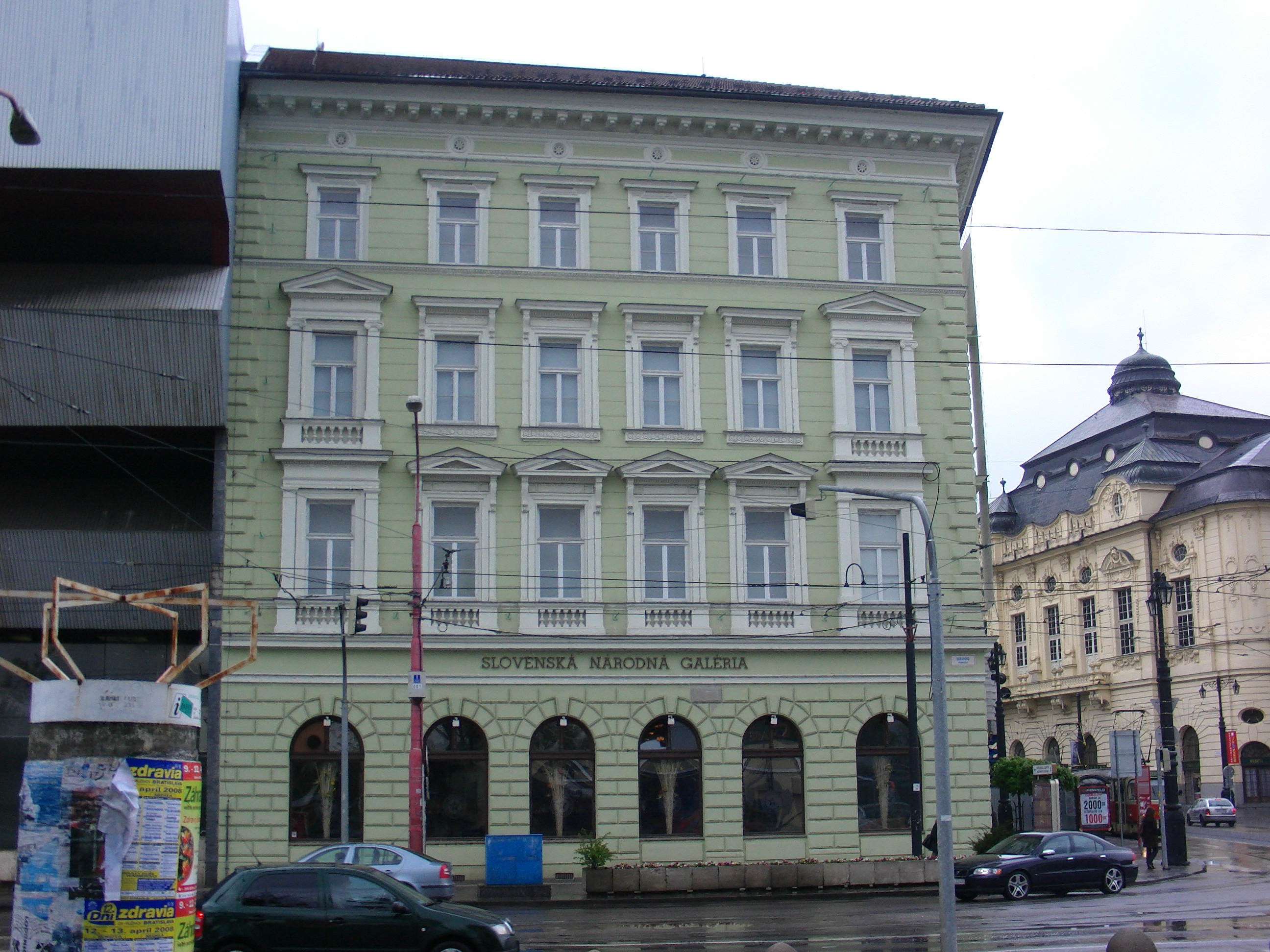
Галерея

В Братиславі розташований у палаці Естергазі та в будівлі «Водяні казарми» (словац. Vodné kasárne). В 1950-ті роки палац Естергазі був перебудований виключно для галереї, а в 1970-их значно доповнений.
Галерея також має власні відділення й за межами Братислави: у Зволенському замку, в Стразькому замку (місто Списька Бела), в Ружомберці та в Пезинці.

## Колекція
У зібранні галереї присутні картини, скульптури, графіка та вироби декоративно-ужиткового мистецтва словацьких митців.